# Димитрије Монфератски
Димитрије Монфератски (итал. Demetrio di Monferrato; грчки: Δημήτριος Μομφερρατικός; 1205-1230) је био солунски краљ од 1207. до 1224. године.

## Биографија
Димитрије је био син Бонифација од Монферата и Маргарете Угарске, удовице византијског цара Исака II Анђела. Након заузећа Цариграда у Четвртом крсташком рату (1204), Бонифације је формирао Солунску краљевину. Оженивши се бившом византијском царицом, привукао је чланове византијске аристократије. Марија је у Солуну 1205. године родила Димитрија. Име је добио по Светом Димитрију Солунском, заштитнику Солуна. Бонифације је 1207. године погинуо у сукобу са Бугарима предвођеним царем Калојаном. Димитријева владавина није била сигурна након Бонифацијеве смрти. Ломбардски племићи на челу са Обертом II преузели су владарске дужности. Њихов циљ био је да на престо поставе старијег Димитријевог брата Вилијама. Латински цар Хенрик Фландријски сукобио се са Обертом. У сукобу је латински цар однео победу, а за новог регента постављен је Јустас Фландријски (1209-1216). Димитрије је 6. јануара 1209. године крунисан за краља, а ломбардски племићи положили су му вазалне заклетве. Димитријеву власт потврдио је и папа Иноћентије III.
У Краљевини је, међутим, и даље било оних који нису прихватали Димитријеву власт. Они су држали и поједине јаке тврђаве као што су Сер и Кавала. Опасност је предила и од Епирске деспотовине која је са Солунском краљевином ратовала од 1210. године. Након смрти Хенрика Фландријског (1216) рат се распламсао. Новог цара, Петра Куртена, убио је епирски деспот Теодор Анђео Дука Комнин. Теодор је потом отпочео са постепеним освајањем солунских утврђених градова. Краљевина је убрзо сведена на Солун са околином. Последњи ударац Теодор јој је задао 1224. године када улази у Солун. Димитрије је са латинским надбискупом побегао на двор светоримског цара Фридриха II Великог. Учествовао је у Фридриховом крсташком рату на Леванту. Умро је 1230. године у Амалфију.

## Породично стабло
|  |                            |  |  |  |  |  |  |  |  |  |  |  |  |  |  |  |
|  | 4. Вилијам V од Монферата  |  |  |  |  |  |  |  |  |  |  |  |  |  |  |  |
|  |                            |  |  |  |  |  |  |  |  |  |  |  |  |  |  |  |
|  |                            |  |  |  |  |  |  |  |  |  |  |  |  |  |  |  |
|  | 2. Бонифације од Монферата |  |  |  |  |  |  |  |  |  |  |  |  |  |  |  |
|  |                            |  |  |  |  |  |  |  |  |  |  |  |  |  |  |  |
|  |                            |  |  |  |  |  |  |  |  |  |  |  |  |  |  |  |
|  | 5. Јудита од Бабенберга    |  |  |  |  |  |  |  |  |  |  |  |  |  |  |  |
|  |                            |  |  |  |  |  |  |  |  |  |  |  |  |  |  |  |
|  |                            |  |  |  |  |  |  |  |  |  |  |  |  |  |  |  |
|  | 1. Димитрије Монфератски   |  |  |  |  |  |  |  |  |  |  |  |  |  |  |  |
|  |                            |  |  |  |  |  |  |  |  |  |  |  |  |  |  |  |
|  |                            |  |  |  |  |  |  |  |  |  |  |  |  |  |  |  |
|  | 6. Бела III                |  |  |  |  |  |  |  |  |  |  |  |  |  |  |  |
|  |                            |  |  |  |  |  |  |  |  |  |  |  |  |  |  |  |
|  |                            |  |  |  |  |  |  |  |  |  |  |  |  |  |  |  |
|  | 3. Маргарета Угарска       |  |  |  |  |  |  |  |  |  |  |  |  |  |  |  |
|  |                            |  |  |  |  |  |  |  |  |  |  |  |  |  |  |  |
|  |                            |  |  |  |  |  |  |  |  |  |  |  |  |  |  |  |
|  | 7. Агнеса од Антиохије     |  |  |  |  |  |  |  |  |  |  |  |  |  |  |  |
|  |                            |  |  |  |  |  |  |  |  |  |  |  |  |  |  |  |
|  |                            |  |  |  |  |  |  |  |  |  |  |  |  |  |  |  |